# Младший сын
«Младший сын» — исторический роман русского писателя Дмитрия Балашова, впервые изданный в 1975 году, первая часть цикла «Государи Московские». Рассказывает о первом московском князе Данииле Александровиче.

## Сюжет и оценки
Действие романа происходит в 1263—1303 годах. Книга представляет собой хроникальное художественное описание событий, происходивших в Залесской Руси, начиная со смерти вернувшегося из Орды Александра Невского. Местные князья соглашаются подчиниться монголам ради сохранения своей власти, братья Дмитрий Александрович Переяславский и Андрей Александрович Городецкий воюют из-за великого стола. Центральные герои романа — первый московский князь Даниил Александрович и вымышленный персонаж Фёдор (оба младшие сыновья, рано потерявшие отцов). Кроме них, в книге появляются князья Михаил Ярославич Тверской и Фёдор Ростиславич Чёрный, бояре Семён Тонильевич, Гаврило Олексич, Акинф Великий и другие исторические деятели.
«Младший сын», опубликованный в 1975 году, стал первой частью цикла «Государи Московские». Литературоведы считают этот цикл скорее единым романом-эпопеей, объединённой общими идеями и двумя семьями героев — московским княжеским домом и семьёй простых ратников Фёдоровых. Родоначальники обеих семей появляются в «Младшем сыне». Оба они не помнят своих отцов, что может символизировать забвение памяти о Киевской Руси: после нашествия монголов в русском Залесье начинают формироваться новая страна и новая культура.